# Zakhar Agranenko
Zakhar Agranenko (russisk: Захар Маркович Аграненко) (født 6. juli 1912 i Sankt Petersborg i det Russiske Kejserrige, død 24. oktober 1960 i Moskva i Sovjetunionen) var en sovjetisk filminstruktør.

## Filmografi
- Bessmertnyj garnizon (Бессмертный гарнизон, 1956)[1][2]
- Leningradskaja simfonija (Ленинградская симфония, 1957)